# La Salvetat-Peyralès

La Salvetat-Peyralès este o comună în departamentul Aveyron din sudul Franței. În 1 ianuarie 2022 avea o populație de 1.001 de locuitori.